# لاس فيغاس لايتس
نادي لاس فيغاس لايتس لكرة القدم (بالإنجليزية: Las Vegas Lights Football Club)‏ هو نادي كرة قدم أمريكي تأسس في 11 أغسطس 2017 ، يقع مقره الرئيسي في لاس فيغاس، ويلعب في دوري الولايات المتحدة - البطولة.

## وصلات خارجية
- الموقع الرسمي